# Nœud de los Pastos
Pour les articles homonymes, voir Pastos.
Le Nœud de los Pastos est un complexe topographique andin situé dans la province équatorienne de Carchi et le département colombien de Nariño. Il désigne la région où la cordillère des Andes se divise en deux chaînes en Colombie : la cordillère Occidentale et la cordillère Centrale.

## Géographie
Il n'existe pas de définition précise du Nœud de los Pastos. On peut estimer qu'il commence au nord des rivières Chota et Apaqui et à l'est des rivières Cuasmal et Obispo et s'étend jusqu’à la Hoz de Minamá (es) dans la cordillère Occidentale et jusqu'au Nœud d'Almaguer dans la cordillère Centrale, où naît la cordillère Orientale.
À la naissance de la cordillère Occidentale, les points culminants sont les volcans Chiles (4 718 m), Cumbal (4 764 m) et Azufral (4 070 m). La Hoz de Minamá est une profonde dépression créée par la descente du río Patía à travers la cordillère Occidentale vers la côte Pacifique.
À la naissance de la cordillère Centrale se trouvent les altiplanos de Túquerres et Ipiales, la vallée d'Atriz, les volcans Galeras (4 276 m) et Doña Juana (4 250 m), la ville de San Juan de Pasto et le lac de la Cocha.

## Parcs nationaux naturels
- Sanctuaire de faune et de flore du Galeras
- Sanctuaire de faune et de flore de l'île de La Corota
- Parc national naturel du complexe volcanique de Doña Juana-Cascabel